# Swedenborgskyrkan

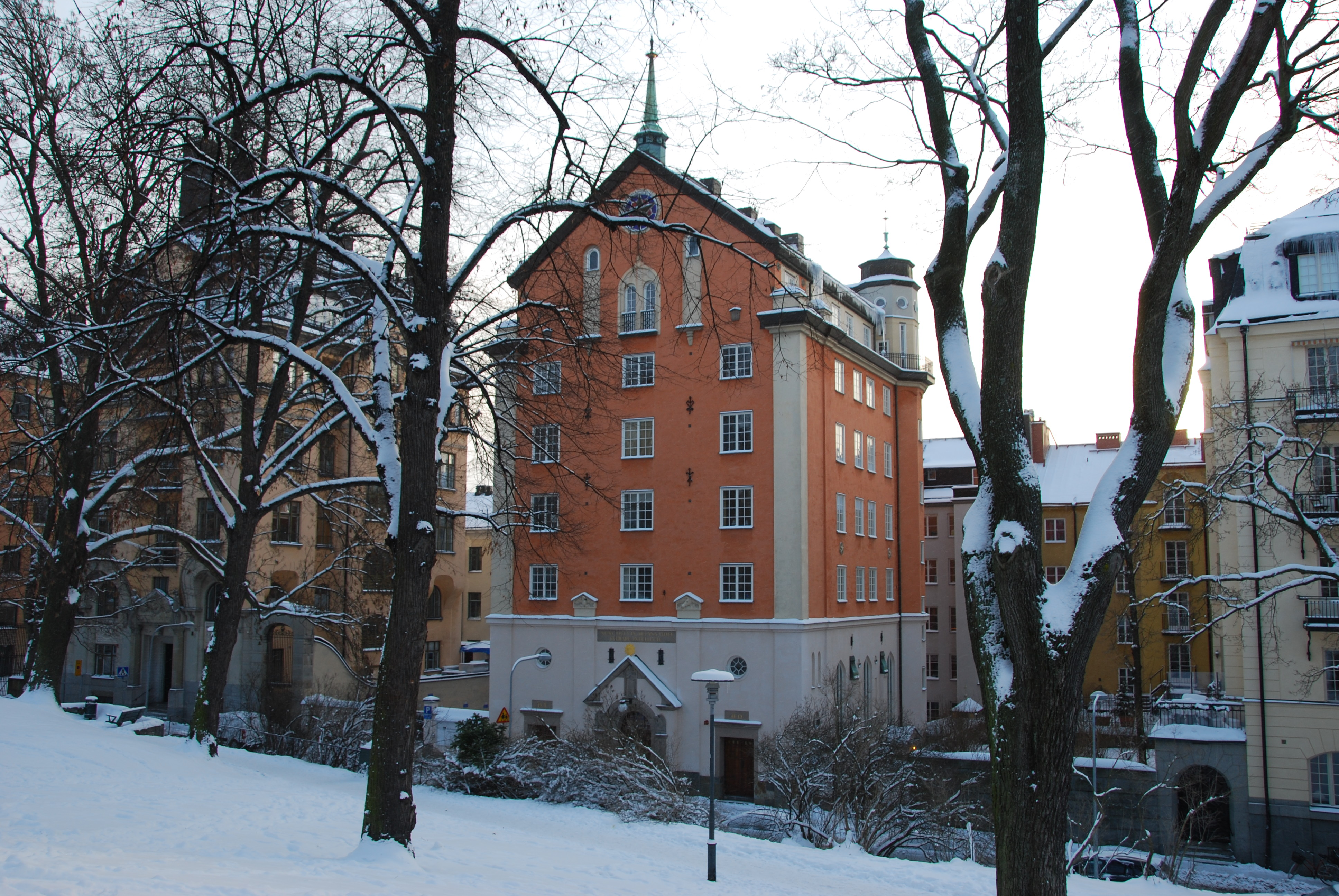
Swedenborgs Minneskyrka i Stockholm på Tegnérlunden 7. Byggnaden uppfördes på uppdrag av dåvarande Nya Kyrkans svenska församling, ritades av Erland Heurlin och invigdes den 4 september 1927.

Swedenborgskyrkan, tidigare Nya kyrkan, är swedenborgianismens företrädare i Skandinavien och USA. 
I Sverige finns Swedenborgskyrkan i Stockholm. Tidigare fanns den även i Jönköping. I Danmark finns den i Köpenhamn, och i Norge finns den i Oslo.